# Liverpool Okahandja
Liverpool Okahandja Football Club w skrócie Liverpool Okahandja – namibijski klub piłkarski grający niegdyś w namibijskiej pierwszej lidze, mający siedzibę w mieście Okahandja.

## Sukcesy
- I liga[1]:
  - mistrzostwo (1): 2001/2002

- Puchar Namibii[2]:
  - zwycięstwo (1): 1992

## Występy w afrykańskich pucharach
| Sezon | Rozgrywki                 | Runda   | Kraj     | Klub            | Dom | Wyjazd | Dwumecz |
| ----- | ------------------------- | ------- | -------- | --------------- | --- | ------ | ------- |
| 1993  | Puchar Zdobywców Pucharów | wstępna | Botswana | TAFIC FC        | 1–1 | 1–0    | 2–1     |
| 1993  | Puchar Zdobywców Pucharów | 1       | Zair     | DC Motema Pembe | –   | 1–6    | 1–6     |

## Stadion
Domowe mecze klub rozgrywa na stadionie o nazwie Nau-Aib Stadium w Okahandji, który może pomieścić 1500 widzów.

## Reprezentanci kraju grający w klubie
Stan na styczeń 2023.
| - Erastus Gariseb - Petrus Haraseb - Johannes Hindjou - Kilian Kavari - Hellao Naruseb - Erastus Ndjavera - Jamu Ngatjizeko - Nico Nicodelis | - Silvanus Njambari - David Snewe - Bimbo Tjihero - Donald Tjikune - Esau Tjiuoro - Simon Uutoni - Marco Van Wyk - Ruben Van Wyk |